# Aleixki (Lípetsk)
|  | Per a altres significats, vegeu «Aleixki». |

Aleixki (en rus: Алешки) és un poble de l'óblast de Lípetsk, a Rússia, que en el cens del 2010 tenia 111 habitants. Pertany al districte rural de Terbuní.